# ویوتا
ویوتا (انگلیسی: Viotá) نام شهری در کشور کلمبیا است.